# VfL Trier
Der VfL Trier 1912 e. V. ist ein Sportverein aus Trier.

## Geschichte
Der Großverein entstand im Oktober 1935 durch die Fusion von FV Hansa 1912 Trier (St. Medard) und SV Phönix 1913 Trier (Heiligkreuz) zum SV Trier-Süd 1912. Nach dem Zweiten Weltkrieg löste sich die Turngesellschaft wieder aus dem Verein und so entstanden im Jahr 1951 die TG Trier 1880 und der VfL Trier 1912 e. V.

## Fußball
Bekannt ist die Fußballabteilung des Vereins, die von 1955 bis 1959 in der 2. Oberliga Südwest, der damals zweithöchsten Spielklasse, spielte. Später gehörte der VfL Trier drei Jahre lang, von 1995 bis 1998, der Oberliga Südwest an. In den Jahren 1954, 1955 und 1995 wurde der Verein Rheinlandmeister.
Zur Saison 2008/09 bildete der VfL Trier mit dem Nachbarn SSG Mariahof die SG VfL Trier/Mariahof. Die Spielgemeinschaft trat mit drei Seniorenmannschaften an (1. Mannschaft Kreisliga A Trier-Saarburg, 2. Mannschaft Kreisliga C Trier-Eifel, 3. Mannschaft Kreisliga D Trier). Am Ende der Saison musste die 1. Mannschaft als Tabellenletzter in die Kreisliga B absteigen.
Zur Saison 2010/11 trennten sich beide Nachbarvereine wieder. Der VfL Trier meldete zwei Seniorenmannschaften. Die 1. Mannschaft spielte in der Kreisliga C Saar und die 2. Mannschaft in der Kreisliga D Trier/Eifel. Dort belegten sowohl die 1. Seniorenmannschaft als auch die 2. Mannschaft den 8. Tabellenplatz in der jeweiligen Staffel.
Zur Saison 2011/12 wechselte man mit beiden Mannschaft die Staffel und trat mit der 1. Mannschaft in der Kreisliga C Trier/Eifel und mit der 2. Mannschaft in der Kreisliga D Trier an. Am Saisonende fand sich die erste Mannschaft auf Platz 7 wieder, nachdem man bis zur Winterpause den Anschluss an den dritten Platz gehalten hatte. Die zweite Mannschaft schloss die Spielzeit ebenfalls auf dem 7. Platz ab.
Auch in der Saison 2012/13 trat man mit zwei Seniorenmannschaften an. Die Erste weiterhin in der Kreisliga C Trier/Eifel und die Zweite in der Kreisliga D Trier. Zwischen dem 31. August und dem 2. September fanden die großen Feierlichkeiten zum 100-jährigen Vereinsjubiläum statt. Höhepunkt war ein Testspiel gegen den Regionalligisten SV Eintracht Trier 05, das mit 0:19 verloren ging. Erstmals in der 100-jährigen Vereinsgeschichte wurde auch eine Damenmannschaft gemeldet, die in der Bezirksklasse Trier antritt. Die Saison verlief für alle Mannschaften sehr erfolgreich. So konnten die erste und die zweite Herrenmannschaft in ihren Ligen die Meisterschaft feiern. Die Damenmannschaft erzielte einen hervorragenden 4. Platz.
Nach dem Doppelaufstieg spielt die Erste in der Kreisliga B Trier/Saar, die Zweite in der Kreisliga C Trier/Eifel. Zusätzlich wurde eine dritte Herrenmannschaft gemeldet, die in der Kreisliga D Trier antritt. Auch die Damenmannschaft wurde wieder gemeldet und kann erstmals eigene Jugendspielerinnen in den Kader einbinden. Auch dies ist ein großer Erfolg der erfolgreichen Jugendarbeit der letzten Jahre.
Am Ende der Saison 2013/2014 mussten sowohl die erste als auch die zweite Herrenmannschaft wieder absteigen. In der Relegation verpassten es beide Teams die Klasse zu halten.
So spielte die erste Mannschaft in der Saison 2014/2015 und 2015/16 in der Kreisliga C Saar.
Die Saison 2015/2016 wurde zur erfolgreichsten Runde seit Jahren mit drei Meisterschaften. Die 1. Mannschaft errang die Meisterschaft in der Kreisliga C Saar, die 2. Mannschaft wurde Meister in der Kreisliga D Trier/Eifel und auch die Damenmannschaft wurde Meister in der Frauen-Kreisliga Trier-Saarburg.

### Bekannte ehemalige Spieler
- Ludwig Dahler
- Karl Ferber
- Tom Ritzy Hülsmann
- Jan Jałocha
- Miodrag Latinović
- Lothar Leiendecker
- Paul Linz
- Vitomir Milošević
- Robert Palikuća
- Paul Pidancet